# A Közgazdász (Lost)
2008. február 14-én került először adásba az amerikai ABC csatornán a sorozat 72. részeként. Edward Kitsis és Adam Horowitz írta, és Jack Bender rendezte. Az epizód középpontjában Sayid áll.
Az első jelenetben Sayid elmélkedik a helikopter mellett, Jack és Miles közben próbálják megvitatni, hogy mit kellene tenniük Ben és Charlotte ügyében. Straume el akarja kapni Benjamint és visszaszerezni Charlotte-ot, de Jack óvatosságra inti. Sayid odamegy Naomi holttestéhez, majd lecsukja szemeit és letakarja egy pokróccal. Ugyanakkor eltávolít egy fémkarkötőt a csuklójáról, amin egy üzenet olvasható: "N, én mindig veled leszek. R.G."
A férfi felajánlja, hogy elmegy és megtalálja Charlotte-ot. Véleménye szerint ő biztonságosan ki tudja hozni a nőt, amíg Jack valószínűsíthetően erőszakot alkalmazna Johnnal szemben. Ezután számon kéri a pilótán, ha neki sikerül épségben visszahoznia a nőt, Lapidus el fogja vinni őt a teherhajóra. Frank beleegyezik.
"Az első flashforwardban Sayid Jarrah-t láthatjuk, amint a Seychelle-szigetek egyik tisztásán golfozik. Egy másik ember közeledik felé egy golfkocsin, majd szóba elegyednek egymással. Jarrah vonakodik amiatt, hogy társalogjon vele, miközben azt mondja, hogy elég prémiumot fizet az efféle egyedüllétért. A fickó azt ajánlja neki, használja az 5-ös számú golfütőt a játékhoz, de ő ragaszkodik a 7-eshez. Az ismeretlen alak ötven eurót tesz fel arra, hogy ő közelebb üt a lyukhoz az általa ajánlott ütővel, de Sayid 100 euróban akar fogadni, amibe a másik fél is beleegyezik. Amikor a férfi megkérdezi az irakitól mit tesz megélhetésszerűen, erre ő azt válaszolja, hogy nem tesz semmit. Elég prémiumot kapott az Oceanic Airlinestól, mert ő egy az Oceanic 6-ból. Miután Avelinno ezt meghallja, láthatóan idegesebbé válik. A fogadást megnyerve kijelenti, hogy Sayidnek nem kell fizetnie, és megpróbál távozni. Sayid Jarrah lenyúl a zsákjába a tárcájáért, de egy fegyver kerül a kezébe, majd lelövi a távozni készülő alakot. Az Oceanic 6 tagja ezután nyugodtan elsétál a színhelyről.
Egy későbbi időpontban egy Berlinben levő kávéházba tér be, Németországban. Egyetlen üres széket talál, és az asztalnál helyet foglaló szőke nőt "Elsa" kérdezi meg arról, hogy leülhet-e. Sayid útmutatást kér tőle a Potsdamer Platz felől, hiszen nem ismeri az országot. A nő miután eligazítja őt, bemutatkozik. Amikor a férfi megkérdezi, hogy mivel foglalkozik, Elsa elmondja jelenleg egy névtelen közgazdásznak dolgozik, személyes segédként. Folyamatosan magával cipel egy személyhívót, amivel riasztani lehet őt, ha bármikor a főnökének szüksége van a szolgáltatásaira. Sayid Jarrah elmeséli magáról, hogy egy vállalati fejvadász, és csak egy héten keresztül lesz a városban. A férfi felajánlja, hogy ők ketten egy vacsora keretében ma este megismerkedhetnének. A hölgy elfogadja a meghívást, majd a térképen bejelöli az a helyszínt, ahol találkozni fognak. Miután Sayid elhagyta a kávéházat, felhív valakit a mobiltelefonján és azt mondja, hogy kapcsolatba lépett a célszeméllyel, ezután a mobiltelefonját bedobja a kukába."
A szigeten Sayid megleli Desmond fotóját Naomi táskájában, majd ezt megmutatja a dokiéknak is. A férfi szerint a nő Desmondot kereste. Jack megkéri Juliet-et hozza ide Dest, aki talán tudna néhány információval szolgálni az újonnan érkezetekkel kapcsolatban. Miles közli, hogy ő is elmegy Charlotte-ért, ami ellen Sayidnak nincs is ellenvetése. Sawyer próbálja megtudni Bentől, hogy ki az emberre a hajón, de John felhívja a figyelmét a férfi nem fogja elmondani, mert csak ezért van életben. Locke megérkezik arra a helyre, ahol a kunyhónak kellene lennie, az viszont nincs sehol. Társai továbbra sem értik, miért olyan fontos egy faviskó, amikor Benjamin megjegyzi John további utasításokra kíváncsi "Jacobtól". A férfi belátja tévedett, ezért közli, hogy folytatniuk kell az útjukat a barakkok felé. Hurley vitába keveredik Locke-al a túszként tartott Lewist miatt, de Johnathan felvilágosítja, továbbra is ő hozza a döntéseket, így a nő velük marad. Jack megkéri Kate-t, hogy csatlakozzon Sayidhoz. Biztonságban lesz, hiszen Sawyer nem hagyná, hogy John bántalmazza, ha arra kerülne a sor. Jarrah, Austin és Straume ezt követően elindul a barakkok felé.
"A következő flashforwardban Sayid és Elsa az operába készülnek. Ez az 5. randijuk. Úgy látszik a nő rajong a férfiért, ezért úgy dönt otthon hagyja a csipogóját. Nem törődik azzal, hogy a főnöke keresi-e, mert az éjszakát partnerével szeretné tölteni. Sayid a biztonság kedvéért elviszi a személyhívót, mert nem akarja azt, hogy szerelmét miatta rúgják ki. Amikor Elsa megkérdezi az iraki férfit, hogy miért van még mindig Berlinben, ő azt mondja, hogy a munkája tovább tart, mint azt várta. A hölgy megjegyzi, reméli ő az az ok, amiért itt maradt."
A szigeten Daniel felállít egy állványt, majd elkéri Frank telefonját, amivel elérheti Reginát a hajón. Valami kísérletet próbál elvégezni. Frank átadja a telefont egy feltétellel, ha Minkowski hívja, azonnal meg kell szakítania a kísérletet. Faraday arra kéri a telefonban kollégáját, hogy indítsa el a csomagot, amit a nő meg is tesz. Pár másodperc múlva Regina szerint a csomag megérkezett a jeladóhoz, de ott senki nem lát semmit.
Sayid, Kate és Miles eléri a Barrakokat. Ahogy settenkednek az épületek között, hallanak néhány puffanó hangot. A hangot követően egy házba térnek be, ahol rábukkannak Hurleyre, aki be van zárva az egyik szekrénybe. Reyes arról számol be, hogy Johnnak elment az esze. Itt hagyta összekötözve, miközben próbál Walt utasításainak megfelelően cselekedni. Sayid tudni szeretné mégis merre vannak a többiek, mire Hugó tájékoztatja, hogy utoljára Ben házáról esett szó.
Daniel zavarnak tűnik egy darabig, de amikor a rakéta végül megérkezik, izgatottá válik. Összehasonlítja a rakétában levő óra idejét a sajátjával, és megdöbben a 31 perces különbségen, amit a két óra mutat. Eközben Juliet és Desmond is megérkezik.
Sayid, Miles, és Kate elmegy Ben házához és elkezdik átkutatni, nem gondolva arra, hogy csapdába sétálnak. Amíg Austin és Miles nyomokat keresgél, Sayid Jarrah az egyik szobában egy rejtekajtóra lesz figyelmes az egyik polc mögött. Amikor bejut a rejtett szobába, ruhákat, pénzkötegeket és hamis iratokat talál. Austin eközben Ben hálószobájában nézelődik. Épp az ágy alatt kutakodik, amikor belép valaki az ajtón. A lány feláll és észreveszi Sawyert, aki próbálja csendre inteni őt, de ő mégis segítségért kiállt. Sayid kifut a rejtekhelyről és szembetalálja magát Johnnal, aki pisztolyt szegezz rá. A konyhában pedig Rousseau elfogta Milest. Mindhármukat összeterelik, majd Hurley megjelenik és elnézést kér azért, hogy hazudott nekik. Sayidot Rousseau elviszi a játékszobába, ahol jelenleg Ben is tartózkodik. Danielle ezután az ajtó előtt állva vigyázz arra, hogy senki ne jöjjön ki onnan. Kate megtudja Sawyertől, hogy ő nem akarja elhagyni a szigetet, ezért is tartott Locke-al. A férfi megpróbálja rávenni a nőt, maradjon vele, hiszen odahaza csak a börtön várná. John meglátogatja Sayidot, és elnézést kér tőle a színjátékért. Csupán tisztában kellett lenniük az idegenek szándékai felől. Jarrah közli a férfival át kell adnia Charlotte-ot. Ha így tesz neki van esélye eljutni a hajóra. Kiderítheti kik valójában ezek az emberek, és milyen céljaik vannak a szigettel kapcsolatban.
"A következő flashforwardban Sayid és Elsa az ágyban fekszenek a szeretkezés után. A hölgy megjegyzi eddig semmit nem tudott meg partneréről, pedig szereti őt és nem akarja, hogy titkaik legyenek egymás között. Sayid egyetért, de amikor készül elmondani valójában kicsoda, a lány csipogója megszólal. A nő miután megnézte ki kereste, azon nyomban öltözködni kezd. Sayid közli Elsaval, hogy el kell hagynia Berlint. Miközben a férfi megpróbál felöltözni elmondja, hogy emberek fognak kérdezősködni arról, mi történt a főnökével. Ennél a pontnál a nő kezdi érteni mi Sayid valódi munkája. Azzal vádolja őt, hogy meg akarja ölni a főnökét. Látszólag kiborul, és visszavonul a fürdőszobába. Amikor Sayid megpróbál beszélni vele, a hölgy pisztollyal jön ki a mosdó helyiségből és rálő a férfira. Jarrah sebesülten fekszik az ágyon, Elsa eközben felhívta a főnökét és németül kezdett el beszélni. A telefonban közölte, hogy a sebesült férfit elviszi hozzá, ráadásul semmit nem tudott meg a megbízójáról. Miközben beszél, Sayid megragad egy tárgyat és azt nekivágja fürdőszobai ajtó tükréhez. A nő bemegy hozzá és ingerülten kérdőre vonja a férfit, de az iraki a pisztolyával lelövi őt. Amikor megnézi a nőt, látja ő is olyan karkötőt visel, mint Naomi."
Desmond szembenéz a pilótával, akitől szeretné megtudni hogyan került Naomihoz Penelope fotója. Miután Lapidus nem ad választ, Des közli vele ő is fenn fog ülni a gépen, amikor az elhagyja a szigetet. A hajón valaki biztos tud információkkal szolgálni Naomival kapcsolatban.. Juliet és a doki észreveszi Sayidot, aki Charlotte-al az oldalán tért vissza. Jack érdeklődik Kate felől, de az iraki közli vele a lány maradni akart. Franknek szemet szúrt, hogy Miles nem tért vissza, mire Jarrah elmesélte, a kissé idegesítő férfit elcserélte Ms. Lewisra. A pilóta készül vissza a hajóra, de Charlotte és Daniel ezúttal a szigeten akar maradni, mert még feladatuk van. Faraday megkéri barátját, hogy pontosan azon az útvonalon haladjon vissza felé, ahol jöttek, bármi is történjen. Naomi holttestét berakják a gépbe, majd Frank, Sayid és Des a helikopterrel elhagyják a szigetet.
"Az utolsó flashforwardban Sayid botladozik be egy állatorvos rendelőjébe. Az Elsa által kilőtt golyó miatt gyengélkedik. Ahogy belép a szobába, valaki utasítja, hogy vegye le a dzsekijét. Sayid leül és a láthatatlan személy elkezdi kezelni és kérdezni őt. A férfi tudni akarja, hogy Elsa célja mi volt. Jarrah elmondja a nő információkat próbált kiszedni a munkaadójával kapcsolatban. Ekkor láthatjuk, hogy az iraki férfit nem más ápolgatja, mint Benjamin Linus. A férfi újabb megbízást kíván rábízni, azért, hogy társait megmenthesse. Sayid szerint már a listán szereplők számolnak vele, mire Benjamin megjegyzi: Helyes."